# Закопища (заповідне урочище)
Зако́пища — лісове заповідне урочище в Україні. Розташоване в межах Сарненського району Рівненської області, на південний схід від села Кисоричі.
Площа 16,9 га. Статус присвоєно згідно з рішенням Рівненського облвиконкому № 33 від 28.02.1995 року. Перебуває у віданні ДП «Остківський лісгосп» (Кисорицьке л-во, кв. 27, вид. 13-15).
Статус присвоєно для збереження частини лісового масиву з цінними насадженнями дуба і сосни.